# 山口彊
山口彊（日语：／ Yamaguchi Tsutomu，1916年3月16日—2010年1月4日），日本長崎縣人，是首個被日本政府承认为先後经历广岛與長崎兩次原爆的幸存者。 
山口彊遭受爆炸的地方兩次都位於爆炸中心的3公里處，他2010年因胃癌逝世，时93岁。

## 生平

### 早年生活
山口彊出生于日本长崎县一富裕之家。14岁时父亲破产，中学毕业后就职于三菱造船厂，担任船舶设计部制图师。

### 二戰期間
第二次世界大戰期間，山口繼續在三菱重工工作，但很快日本重工企業開始因為戰時資源匱乏及油輪被擊沉而遭受嚴重打擊。他对战争进程感到沮丧，曾想過如果日本戰敗，便用安眠藥與家人同歸於盡。

#### 廣島被爆
1945年5月至8月间，時年29歲的山口彊及其两名同事赴广岛為所就职的日本长崎三菱重工业公司造船厂出差。8月6日，三人在前往公司在廣島的辦事處時遭遇原子彈爆炸，距離爆炸中心僅3公里。山口憶述他看到了轟炸機和兩個小降落傘，在天空出現一片強大的閃光後，他便被吹彈了。山口上半身左侧遭到严重灼伤，皮肤溃烂，头发被烧光，左耳失聪。當晚，山口等人在广岛市中心留宿一夜，翌日搭乘政府的避难列车返回长崎。

#### 長崎被爆
8月8日，山口彊回到长崎進入公司附属的三菱医院接受治疗，翌日回公司报告广岛之行的结果。上司不信其言而怀疑山口。就在此時，長崎遭受到原子彈的轟炸。爆炸後他即时被救出城接受治疗。8月13日，山口彊不顧勸阻进入市内寻找失踪的亲人。因为屡次遭受强烈的核辐射，山口彊的皮肤伤口难以愈合，头发掉光，流鼻血不止，持續高燒了一個星期。

### 二戰結束後
日本無條件投降後，山口為養活家人，在长崎為驻日美军海军陆战队第5營做翻译，之后又在中学做了7年英语老师。1960年代，三菱重工重新开工，山口彊又回去做油輪设计师，直到退休。
2006年7月，90岁高龄的山口彊主演纪录片《双重被爆》（日语：二重被爆）。《双重被爆》共收录8名经受两次原子弹爆炸的日本老人的证言。同年8月3日該片在纽约联合国总部上映，上映当日山口受邀亲自前往联合国发表演讲。他說道：“我是为了说话才活着的，想在死前把话说完。虽然说有二就有三，但是我不想再经历第三次原子弹爆炸。”該片播映後引起了极大反响，随后在世界各国屡次巡演。
2007年，山口彊出版自传《复苏的生命：广岛、长崎的双重被爆者，90岁开始的证言》。2009年3月23日，长崎市政府修改了山口彊的被爆者健康手册，将手册上的经历原子弹爆炸情况改为长崎“入市被爆”、“直接被爆”和广岛“入市被爆”、“直接被爆”。在日本，“被爆”特指经历原子弹爆炸的受害者，“直接被爆”指在爆炸当天在市区的人，“入市被爆”指爆炸后再进入市区、身体遭受核辐射影响的人。
2010年1月4日，山口彊因胃癌逝世，享年93歲。

## BBC節目《QI》事件
英國廣播公司（BBC）在2011年1月22日發表聲明，就該台搞笑猜謎節目《QI》中，將山口彊作為搞笑材料公開道歉。該節目在2010年12月17日播出的一集中，主持人將曾經歷兩次原爆的山口形容是「世上最倒霉的人」，他與嘉賓對話時，現場還播出笑聲音效。在英國的日本民眾收看節目後，向日本駐英國大使館表示不滿。大使館之後致函表示抗議，要求正視問題並道歉。BBC的道歉聲明強調，無意冒犯任何人，也絕無種族歧視之意。
道歉声明中称“《QI》完全没有伤害他人感情的意图，如果充分考虑到日本观众对核爆问题潜在的敏感性，我们就能理解在搞笑节目中出现这个话题非常不合适。”由于BBC将该錄影上传至Youtube以致全球均能浏览。节目上传后截止20日仅有数十条评论，但到21日晚批评和拥护节目的两派评论就激增至上千条。
對於該事件，日本外相前原诚司在1月25日的记者会上称：“感到了强烈的愤怒和不快。”“山口在广岛和长崎所见到的悲惨景象是难以想象的。他向人们诉说自身经历，为创建无核武世界而努力。”
前原对《QI》的参与者和制作人等提出要求称：“希望能重新认识到遭受原子弹爆炸有多么悲惨，为不再发生此类事件作出努力。”

## 外部連結
- BBC节目将两度遭遇核爆炸当笑料 制作方道歉，共同网，2010-01-21（简体中文）